# Причина Єгор Анатолійович
Єго́р Анато́лійович Причи́на — український військовослужбовець, сержант Десантно-штурмових військ Збройних сил України, який відзначився у ході російського вторгнення в Україну.

## Життєпис
Народився в серпні 2001 року на Донеччині. Закінчив Володимирівську ЗОШ I—III ступенів в 2016 році, Маріупольський професійний машинобудівний ліцей в 2019 році. На військову службу прийшов добровільно в 2021 році з Волноваського районного територіального центру комплектування та соціальної підтримки міста Волноваха, службу почав проходити в 81-й окремій аеромобільній Слобожанській бригаді десантно-штурмових військ Збройних сил України.
Під час повномасштабного російського вторгнення — звичайний піхотинець, оператор-навідник ПТРК «Корсар», старший навідник гранатометного відділення, а після поранень в 2022 році — водій бойової броньованої колісної машини Козак-2М1 аеромобільної роти 81-ї окремої аеромобільної Слобожанської бригади десантно-штурмових військ Збройних сил України.
Брав активну участь у бойових діях в населених пунктах Щастя, Геївка, Станиця Луганська, Кремінна, Рубіжне, Новодружеськ, Сєвєродонецьк, Лисичанськ  та Білогорівка на Луганщині, Богородичне на Донеччині. В цей період зі своїми підрозділами знищили чотири танки ворога, дев'ять БМП, понад сотню військових противника. Велику кількість живої сили противника було взято у полон. Отримав декілька поранень, після яких повертався до військової служби.

## Нагороди
- Орден «За мужність» III ступеня[1]
- Нагрудний знак «Ветеран Війни».